# انتداب البحار الجنوبية
انتداب البحار الجنوبية، رسميًا انتداب المستعمرات الألمانية في المحيط الهادئ الواقعة شمال خط الاستواء، هو انتداب عصبة الأمم المتحدة على «البحار الجنوبية» الممنوحة لإمبراطورية اليابان من قبل عصبة الأمم في أعقاب الحرب العالمية الأولى. تألّف الانتداب من جزر شمالي المحيط الهادئ التي كانت في السابق جزءًا من غينيا الجديدة الألمانية ضمن الإمبراطورية الكولونيالية الألمانية إلى أن احتُلّت من قبل اليابان خلال الحرب العالمية الأولى. حَكمت اليابان الجزر تحت الانتداب ضمن الإمبراطورية الكولونيالية اليابانية حتى الحرب العالمية الثانية، مع استيلاء الولايات المتحدة الأمريكية على الجزر. باتت الجزر عندئذ إقليم الوصاية من جزر المحيط الهادئ الذي أنشأته الأمم المتحدة والذي حُكم من قبل الولايات المتحدة. الجزر الآن جزء من بالاو وجزر ماريانا الشمالية وولايات ميكرونيزيا المتحدة وجزر مارشال.
في اليابان، يُعرف الإقليم ب«الانتداب الياباني على جزر البحار الجنوبية» وحُكم من قبل حكومة نانيو.

## الأصول
تمتلك اليابان موارد طبيعية قليلة، وأدى نقص المواد الأولية خلال التحول الصناعي في فترة إصلاح مييجي (1868-1912) إلى اعتبار تطور الإمبراطورية الكولونيالية اليابانية ضرورةً سياسية واقتصادية. مع اندلاع الحرب العالمية الثانية اشتملت الإمبراطورية على تايوان وكوريا وجزر ريوكيو وعلى النصف الجنوبي من جزر سخالين (محافظة كارافوتو) وجزر كوريل ومنطقة لوشونكو (منطقة كوانتونغ). إرتأت سياسة نانشينرون (مبدأ التوسع الجنوبي) المألوفة ضمن البحرية الإمبراطورية اليابانية أن جنوب شرق آسيا وجزر الهادئ كانت منطقة أكبر قيمة محتملة لتوسُّع الإمبراطورية اليابانية الإقليمي والاقتصادي.
وُقّع التحالف الأنغلو ياباني لعام 1902 بصورة رئيسية لخدمة المصالح المشتركة لليابان وبريطانيا في التصدي للتوسع الروسي. من بين المبادئ الأخرى التي دعت إليها المعاهدة أنه ترتَّب على كل طرف دعم الطرف الآخر في حرب ضد أكثر من قوة واحدة، على الرغم من أنها لم تطالب دولةً موقّعة على الذهاب إلى الحرب لمساعدة دولة أخرى. في غضون ساعات من إعلان بريطانيا الحرب على ألمانيا عام 1914، تذرعت اليابان بالمعاهدة وعرضت إعلان الحرب على الإمبراطورية الألمانية إن كان باستطاعتها أخد أقاليم ألمانية في الصين وجنوب الهادئ. طلبت الحكومة البريطانية رسميًا مساعدة من اليابان في تدمير المهاجمين من البحرية الإمبراطورية الألمانية في المياه الصينية وحولها، أرسلت اليابان إنذارًا إلى ألمانيا يطالبها بالجلاء عن الصين وجزر مارشال وماريانا وكارولين. لم تتلقّ اليابان ردًا على الإنذار وأعلنت الحرب رسميًا على ألمانيا في 23 أغسطس 1914.
شاركت اليابان في عملية مشتركة مع القوات البريطانية في خريف عام 1914 في حصار تسينغاتو (كينغداو) للاستيلاء على امتياز خليج كياوتشو في مقاطعة شاندونغ الصينية. أوكلت إلى البحرية اليابانية مهمة مطاردة الأسطول الألماني الآسيوي الشرقي وتدميره وحماية ممرات السفن لتجارة الحلفاء في المحيطين الهندي والهادئ. خلال مسار العملية، استولت البحرية اليابانية على المستعمرات الألمانية في جزر ماريانا وكارولين ومارشال ووحدات بالاو العسكرية بحلول أكتوبر 1914. 
بعد نهاية الحرب العالمية الأولى، قُسّمت محمية غينيا الجديدة الألمانية بين المنتصرين في الحرب عبر معاهدة فيرساي. وُضع القسم الجنوبي من المحمية تحت انتداب إدارة أسترالية على أنه إقليم غينيا الجديدة، الذي تألّف من كايسير فيلهلمسلاند (الإقليم الألماني من جزيرة غينيا الجديدة) والجزر التي تسيطر عليها ألمانيا جنوب خط الاستواء. في الوقت نفسه، أقرّت المعاهدة رسميًا احتلال اليابان للجزء الشمالي من المحمية الذي تألّف من جزر ميكرونيزية شمال خط الاستواء. مُنحت اليابان انتدابًا بدرجة ج من عصبة الأمم لحكم تلك الجزر مع شروط حددت أن تكون الجزر منطقةً منزوعة السلاح وألا تَمدّ اليابان نفوذها إلى المحيط الهادئ. خضع الانتداب في البداية لتفحص سنوي من قبل لجنة الانتدابات الدائمة التابعة لعصبة الأمم في جنيف، على الرغم من رفض طوكيو أواخر عشرينيات القرن العشرين طلباتٍ بزيارات رسمية أو تفتيش دولي.

## الإدارة
جرى تبنّي سياسة السرية في أعقاب الاحتلال الياباني المبدئي للجزر. أوضحت اليابان أنها لا ترحّب بدخول سفن أجنبية إلى المياه الميكرونيزية، حتى تلك العائدة للحلفاء زمن الحرب. عززت اليابان وجودها وباتت الجزر مستعمرةً يابانية فعلية خلال السنوات الخمس الأولى من احتلال اليابان للجزر. قَسّمت البحرية الإمبراطورية اليابانية الإقليم إلى خمس مقاطعاتٍ بحرية في بالاو وسايبان وتروك وبونابي وجالوت أتول، تُقدّم جميعها تقارير إلى لواء البحرية في مقرات البحرية في تروك. 
رُفض اقتراح طُرح في مؤتمر فرساي لتحديد الجزر التي ستدير اليابان التجارة والهجرة بينها والجزر التي ستديرها أستراليا ونيوزيلندا. كانت اليابان قادرةً على مواصلة إدارة الجزر كما لو أنها كانت مستعمرات كولونيالية، مبقيةً مياهها محظورةً على الأجانب. أدارت اليابان الجزر كإقليم ياباني وكجزء من الإمبراطورية اليابانية حين أصبحت انتدابًا لعصبة الأمم وفق القوانين. استمرت هذه الأوضاع حتى بعد انسحاب اليابان من عصبة الأمم عام 1935 وفقدت حقها القانوني في إدارة الجزر. 
كانت سايبان، عسكريًا واقتصاديًا، الجزيرة الأكثر أهمية في أرخبيل جزر ماريانا في انتداب البحار الجنوبية وباتت مركز الاستيطانات اليابانية اللاحقة. تطورت مدن غارابان (في سايبان) وكورو (في بالاو) وكولوني (في بونابي) لتشبه المدن الصغيرة في اليابان مع دور سينما ومطاعم وصالونات تجميل وبيوت غيشا. كانت تروك جزيرةً هامة أخرى في جزر أرخبيل كارولين، وحُصّنت من قبل البحرية الإمبراطورية اليابانية لتصبح قاعدة بحرية رئيسية.
بين عامي 1914 و1920 بدأت الجزر بالتحول البطيء من إدارة بحرية إلى إدارة مدنية. بحلول عام 1920 كانت كامل السلطات قد تحولت من قوى الدفاع البحري إلى مكتب الشؤون المدنية الذي كان مسؤولًا مباشرة عن وزارة البحرية. نُقل مكتب الشؤون المدنية إلى كورور في جزر بالاو عام 1921 بعد أن كان مركزه في تروك في البداية. فُكّكت الحاميات البحرية لتتوافق مع شروط الانتداب. في أبريل 1922 أُسّست حكومة مدنية في كلٍّ من المقاطعات الإدارية الست (سايبان وبالاو وياب وتروك بونابي وجالوت) في صيغة قسم إدارة مدنية تواصل تقديم التقارير إلى قائد الحامية البحرية المحلية. في الوقت نفسه أُنشئ ميناء لحاكم انتداب البحار الجنوبية. كان الحكام في معظم الأحيان أميرالات أو نواب أميرالات إذ كانت الإدارة في البدء مسؤولية البحرية الإمبراطورية اليابانية. كان الحاكم يقدّم تقارير مباشرةً إلى رئيس وزراء اليابان. بعد تأسيس وزارة الشؤون الكولونيالية في يونيو 1929، بات الحاكم يقدم التقارير إلى وزير الشؤون الكولونيالية. في نهاية المطاف وضع تأسيس «حكومة البحار الجنوبية» أو «نانيو تشو» في مارس 1932 حكومة الجزر تحت إدارة مدنية صافية. أُقرت أسبقية البحرية الإمبراطورية اليابانية عبر تعيين أميرال كحاكم بعد ضمّ وزارة شرق آسيا العظمى لوزارة الشؤون الكولونيالية في نوفمبر 1942. علاوةً على ذلك، قُلّصت المقاطعات الإدارية الست إلى ثلاث في نوفمبر 1943: شمال وشرق وغرب.

## الأهمية
كان عدد سكان انتداب البحار الجنوبية صغيرًا جدًا ليوفر أسواقًا هامة وامتلك السكان الأصليون موارد مالية محدودة جدًا لشراء البضائع المستوردة. تجلّت الأهمية الرئيسية للإقليم في موقعه الاستراتيجي بالنسبة لإمبراطورية اليابان، الذي هيمن على الممرات البحرية على امتداد المحيط الهادئ ووفر مواقع تزويد ملائمة للسفن المبحرة التي تحتاج مياهًا وفواكه طازجة وخضارًا ولحومًا. وفر الإقليم أيضًا محطات طاقة فحمية للسفن التي كانت تعمل على البخار. 